# جلال الدولة
جلال الدولة أبو طاهر فيروز كسرى (بالفارسية: ابو طاهر فیروزخسرو)؛ (993 - آذار 1044)، كان أمير البويهيين في العراق (1027-1044). وهو ابن بهاء الدولة.
غزا أبو كاليجار فارس بهجوم وسحق قوة أبو الفوارس شيردال ديلمي في معركة بين البيضاء وتشكار. بعد وفاة مشرف الدولة سنة 416 هـ في بغداد، حُذِفَ اسمه من الخطبة واعتُرِفَ بجلال الدولة حاكمًا. في عام 419 هـ، استولى أبو كاليجار على البصرة بأمر من الدلميين الذين هاجمهم الأتراك. بعد وفاة أبو الفوارس فُتِحَتْ كرمان أيضًا في نفس العام، وفي العام التالي، تحالف مع جلال الدولة، ولكن جلال الدولة في هرع الرد إلى الأهواز وبدأوا في مداهمة وسحق جيش أبو كاليجار، وعاد إلى بغداد.

## الوصول إلى الخلافة
وبعد وفاة القادر بلله خلفه نجله أبو جعفر عبد الله القائم بأمر الله. أصبحت خلافة القائم رسمية بعد أن بايعه جلال الدولة. كما اتبع القائم بأمر الله سياسة والده في استعادة سلطة الخليفة وإضعاف عشيرة البويه وتقوية الجسد المهتز للخلافة العباسية، بحيث طلب لقب مالك الملوك باسم جلال الدولة وأحيل إلى الفقهاء. من أجل تعزيز قوة الخلافة وتجنب الضعف المحتمل، تصرف الخليفة بحذر أكبر مما كان عليه في الماضي. أثناء الخلاف بين جلال الدولة وأبو كليجار، كان يحترم الطرفين حتى يكون له موقف ثابت إذا تغلب أحدهما على الآخر. في هذا الوقت، يبدو أن الخليفة لجأ إلى استراتيجية سياسية أخرى، وهي إقامة علاقة مع طغرل السلجوقي. من الكتابة يقول ابن أثير إن الخليفة أراد إبلاغ توغرل بالفرق بين أميري الديلمين ودعوته إلى بغداد.

## وفاته
توفي جلال الدولة في الخامس من شَعْبَانَ سنة 435 هـ.